# Busójárás

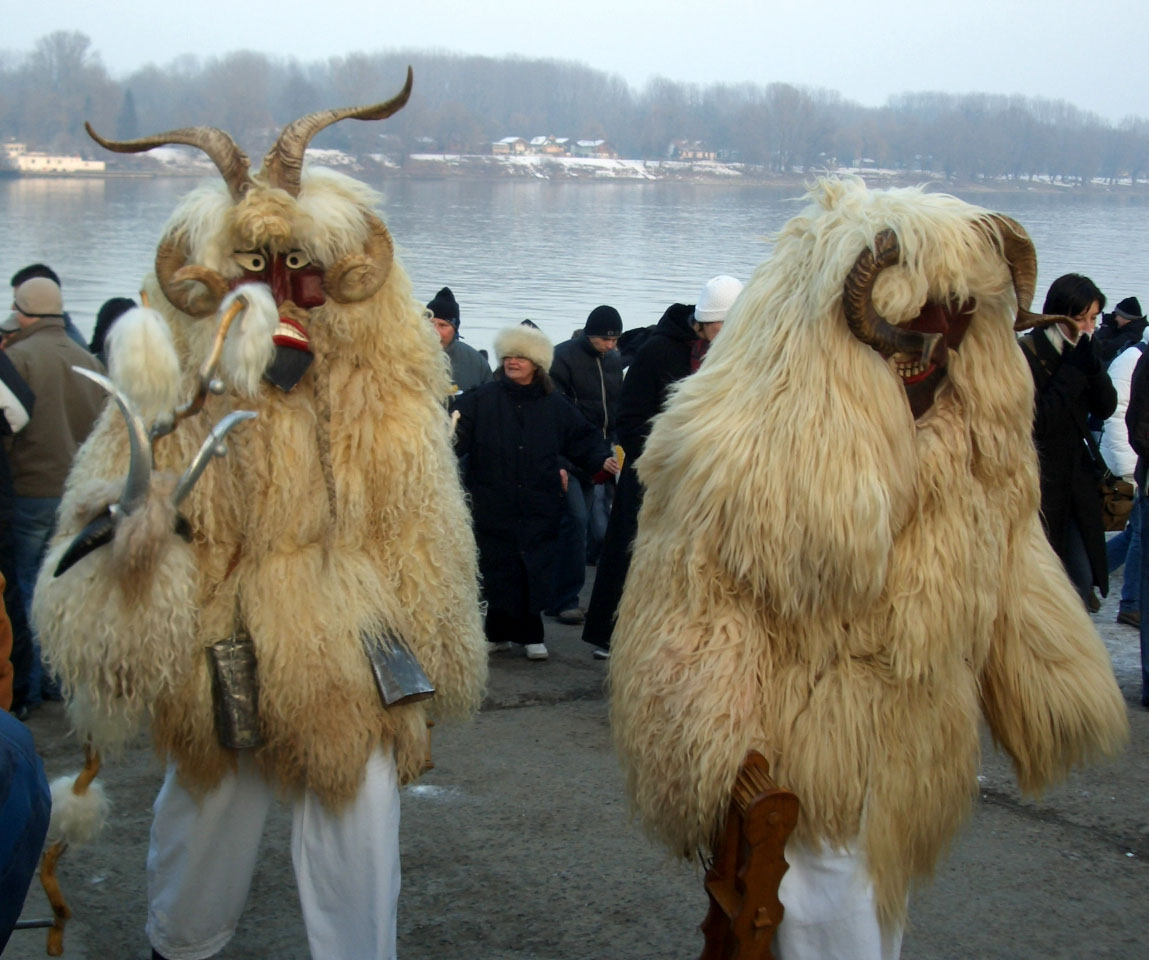
A mohácsiak hagyományos farsangi népszokása a Duna-parton

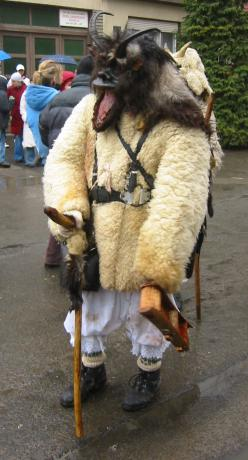
Kereplővel felszerelkezett busó a busójáráson

A busójárás (horvátul: pohod bušara) tavaszváró, téltemető népszokás, amely a Mohácson és környékén élő, többségükben római katolikus délszlávok, a sokácok farsangi maszkos alakoskodásából és dramatikus néphagyományából ered. Ezt a szokást a sokácok poklade néven is nevezik, amely a ’karnevál’ szó horvát megfelelője. A mohácsi busójárás 2009-től szerepel az UNESCO szellemi örökség reprezentatív listáján. 2012 óta a mohácsi busójárás hungarikumnak számít, ami elsősorban a mohácsi civil társadalom, a busócsoportok, a maszkfaragók és jelmezkészítők sikere.

## Eredete
Szláv és török népek körében rendkívül sok helyen és néven ismertek hasonló erdei szellemek. Ilyen a kukeri, a csort, az arsura, a sürele, a pitszen és még sok egyéb. A magyarországi busómaszkok a bolgár-török kukerihoz hasonlítanak leginkább.
A Mohács környékére betelepült, balkáni eredetű sokácok hozták magukkal a népszokást, amely azután itt, a magyarországi horvát kultúrkörben nyerte el mai formáját és rekvizitumait. A népszokás megjelenéséről a 18. század végéről léteznek az első feljegyzések: legelőször egy 1783-as feljegyzés említi. Mohácsot 1687-ben szabadították fel a török fennhatóság alól, s a sokácok nagy arányú betelepítése a néptelen területekre csak ezt követően történt meg, valószínűleg 1687 és 1690 között. A második hullám az 1690-es évek végén mehetett végbe.

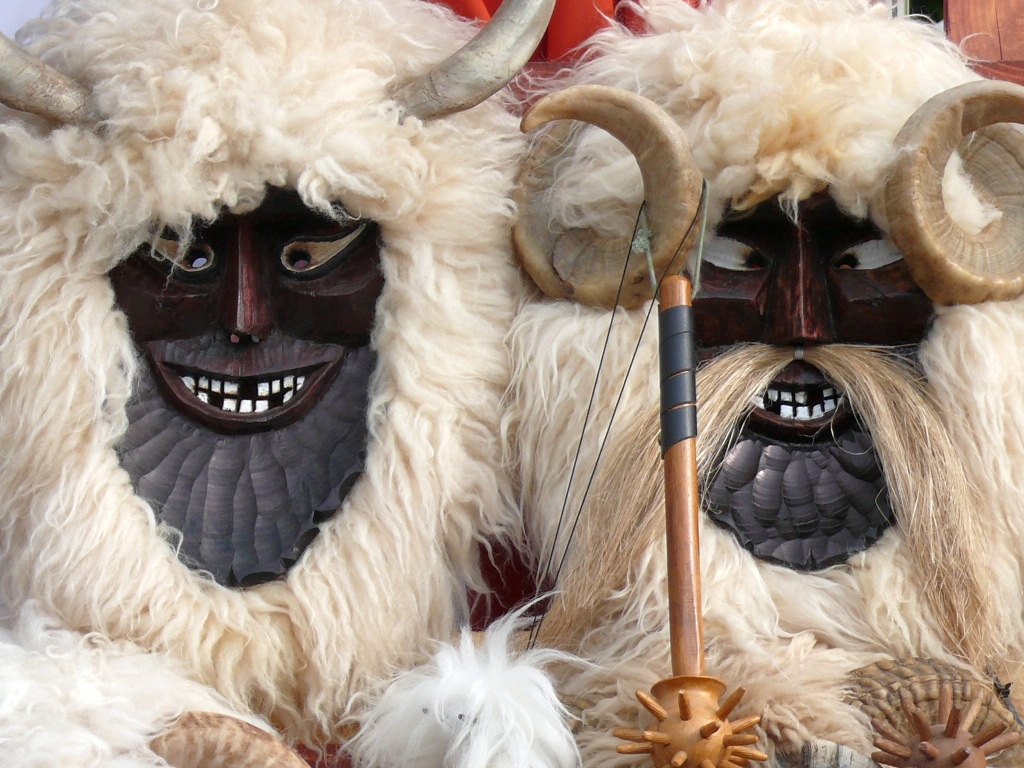
Rémísztgető maszkok

Habár nincs történelmi alapja, kapcsolódik a busójáráshoz egy népi monda is, amely szerint a török hódítók elől a dunai mocsárvilágba, a Karapancsa mocsarába (ma a Duna–Dráva Nemzeti Park Béda-Karapancsa tájegysége a Mohácsi-sziget) menekült őslakos sokácok – megelégelve a török elnyomást, ijesztő, vérrel festett faálarcokba és birkabőrbe öltözve, a maguk készítette zajkeltő eszközökkel, csónakokkal átkelve a Dunán az éj leple alatt – elzavarták Mohácsról a törököket, akik az ijesztő maskarásoktól megrémülve fejvesztve menekültek a városból.

## Leírása
A vízkereszttől (január 6.) hamvazószerdáig, a nagyböjt kezdetéig tartó időszak, a farsang, az európai kultúrkörben tradicionálisan a vidám mulatságok és lakomák időszaka. Mohácson a farsangkor a busók a hagyományoknak megfelelően öltöznek fel. A legnagyobb mulatság farsangvasárnap van. A télűző fesztivál a „farsang farka” három napig, farsang vasárnapjától húshagyó keddig tart, amelynek csúcspontja a karnevál. A „műsor” fő elemei: a partraszállás, a jelmezes felvonulás és a koporsó vízre bocsátása. A partraszállás során a túlparti – ahogyan a helybéliek mondják – „Szigetből” (s Kismohácsról, amely Mohács város déli, belterületi része) eveznek át ladikokon a busók. Ezután a jelmezesek a Kóló térről a főtérre vonulnak. Sötétedéskor, a farsangi (télbúcsúztató) koporsó vízre bocsátása után az egybegyűltek máglyagyújtással égetik el a telet jelképező koporsót és a főtéren körtáncokat járnak. 
Kedden egy újabb koporsót égetnek el egy nagy máglya tetején a főtéren, mint a tél és minden előző évi bajok szimbólumaként . 
A fesztivál vendégeinek tanácsos a kicsiny gyermekeket a karnevál zajongásától távol tartani, mert a kicsik az ágyúlövéstől és erős kolompolástól, kerepléstől könnyen megijedhetnek. Figyelemmel kell lenni arra is, hogy a maszkokon a szemnek fúrt kis lyuk miatt a busóknak nincs teljes térlátásuk, ezért a mellettük, alattuk, felettük lévő tárgyakat és a fesztivál vendégeit csak részlegesen érzékelik.

## Mohácson kívül

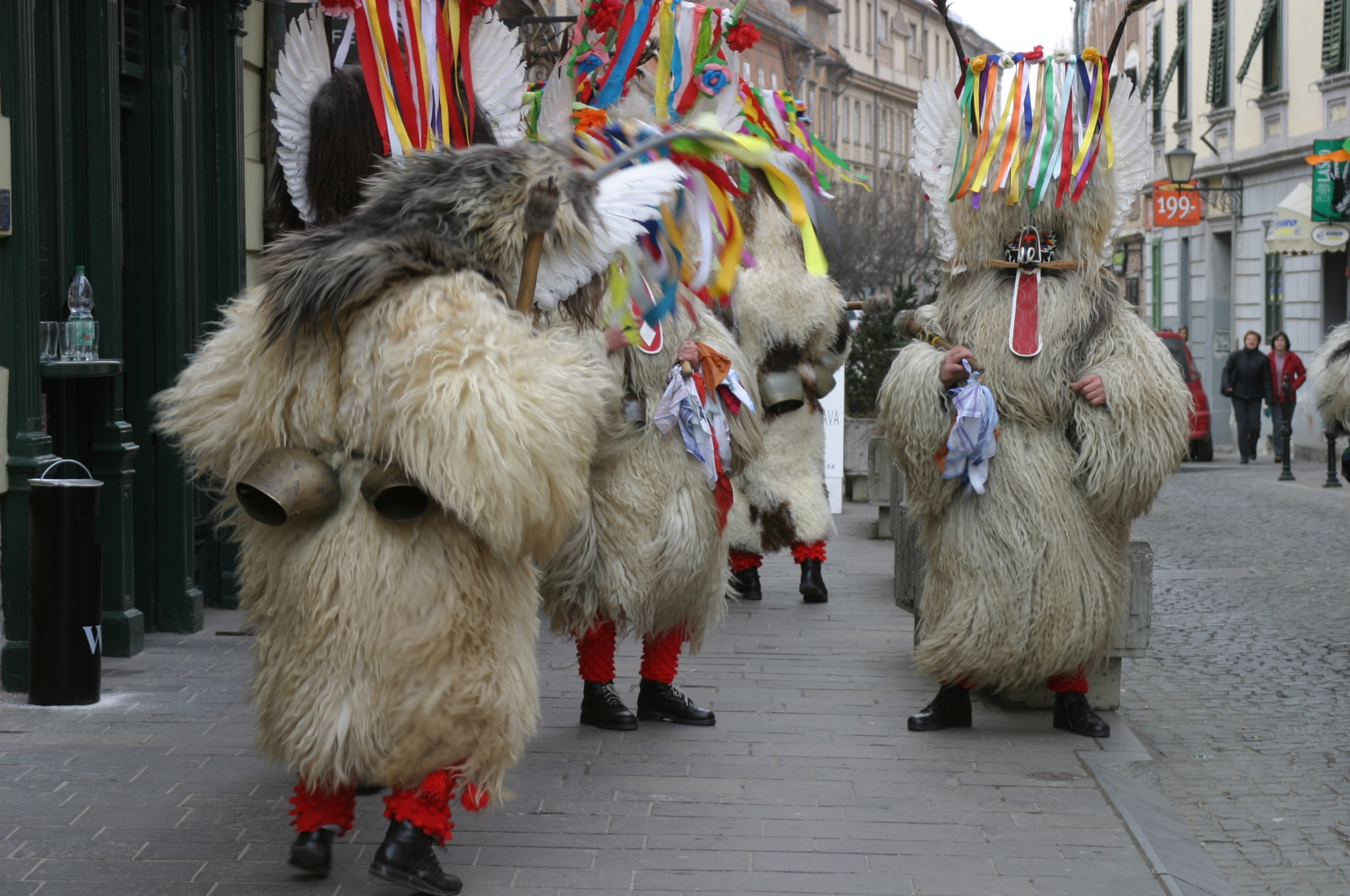
A szlovén „kurentek” felvonulása, Ptuj

A busók összekötik Magyarországot Európával, hiszen térségünk számos pontján – Anatóliától az Ibériai-félszigetig – jelen vannak a mohácsi népszokáshoz rendkívüli módon hasonlatos, maszkos télűző népszokások, farsangi felvonulások.
- Mohácson számos más jelmezes csapat is részt vesz a mulatságban Szerbiából és Lengyelországból.
- Bulgáriában évszázados hagyományai vannak a busójáráshoz hasonló kukeri-felvonulásnak. Karlovóban található a világon az egyetlen ilyen hagyományokat bemutató múzeum. Az óbolgár eredetre utalnak a török párhuzamok, mint sürele, arsura vagy pitsen.
- Hasonló karneváli maszkok léteznek Svájcban is: a wallisi Lötschentalban Tschäggättéknek hívják őket.[14]
- Olaszországban és Szardínián az alakoskodókat mamutones-nek hívják, fekete fából készült maszkokat viselnek és bundát.
- Hasonló rituálé létezik még Spanyolországban is (la Vijanera). A spanyol busókat zarramacosnak hívják.
- Szlovéniában Ptuj adja a helyszínét egy nemzetközi fesztiválnak (Kurentovanje na Ptuju),[15] ahol a mohácsi busók farsangi népszokásához hasonlóan a szlovén „kurentek” járják a Dráva pari település utcáit.[16]
- A horvátországi Muraközben az ún. Fašnik (ennek jelentése egyezik a magyar farsanggal) keretében járnak télűző alakoskodók, szintén nagyon hasonlóak a ptuji kurentokhoz és a mohácsi busókhoz.[17]
- A horvátországi Grobnik faluban rendezett karnevál állandó szereplői a Grobnički dondolaši maszkos alakjai.[18]

## Az UNESCO szellemi kulturális örökségek listáján

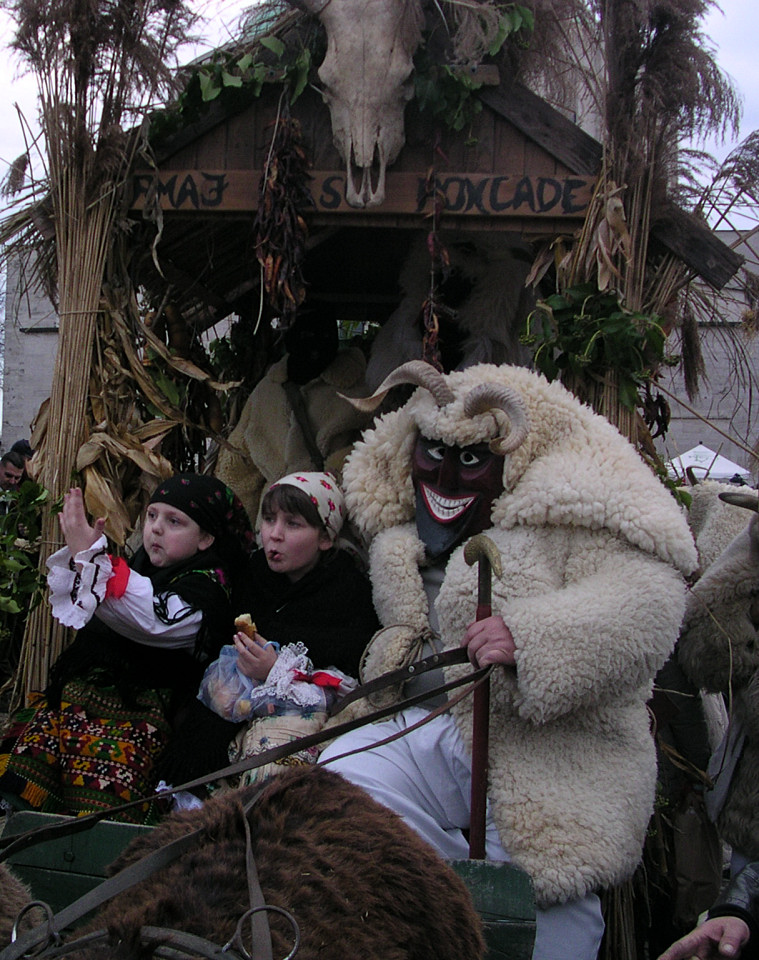
A busók díszes kocsija

Az UNESCO 2009 szeptemberében, az Egyesült Arab Emírségek fővárosában, Abu-Dzabiban rendezett kormányközi bizottsági ülésén felvették a szellemi kulturális örökségek listájára a Mohácsi busójárást.

## A busók
- A busójárás Magyarországról ered. A busók beöltözve mennek az utcákon. A busó, a fűzfából faragott, hagyományosan állatvérrel festett maszkot, birkabőrcsuklyát viselő alak. A neves népművészek által faragott maszkok egyedi kivitelűek. A busó jellegzetes ruházata a bocskor, a csizma, a fehér vászongatya, a bundájával kifordított birkabőr derékban kötéllel vagy lánccal összekötve, amelyre egy, vagy több kolomp van felaggatva, valamint a vállon viselt tarisznya.
- Jellegzetes kellékei a kereplő, a buzogány, a hosszú fakürt. Gyakori a díszesen kifestett mosósúlyok (praćak), a vízhordófa (obramenica), a „famatyi” és teknőben busó baba hordozása is.
- A „szép busók” sokác népviseletbe öltözött, arcukat fátyollal eltakaró alakok.
- Farsangkor a busók cselekedeteinek megítélése jellemző rituális kontextusban történik. Nem vonatkoznak rájuk a hétköznapi erkölcsi szabályok. A térre, időre és cselekvésre sajátos, „felfüggesztett” állapot jellemző. A busó szerepnek nagy vonzereje van, hiszen az inkognitó és a maszk alatti „másik világ” egy sajátos tudatállapot, a transzformáció megélése is.

## A jankelék
- A jankele a mohácsi busójárás másik jelmezes alakja a busón kívül. A szerepe elsősorban az, hogy távol tartsák az utcán sétálókat a busóktól, főleg a gyerekeket.[20] Jelmeze tulajdonképpen rongyokból áll, de a jankelénél még van egy zsák is, amely  hagyományosan hamuval, liszttel, manapság inkább ronggyal vagy fűrészporral van megtöltve (de előfordul, hogy korommal, vagy valami keményebb tárggyal, pl. téglával, kővel stb.) és azzal páholja a nézőket:[21] főként a lányokat, de régebben a haragosait is.
- A jankele eredete az 1890-es évekre nyúlik vissza, amikor egy bécsi zsidó ruhakereskedő, Jankele Grün zsákokból árult használt ruhákat Mohácson. A gyerekek rigmussal csúfolták az árust "Jankelegri, kell-e nokedli?",[22] aki erre haragosan hozzájuk vágta a zsákját. Később ebből vált farsangi szokássá, hogy a busójárás vasárnapján néhányan rongyokba öltöznek és dobálják a zsákjukat.[23]

## Busócsoportok

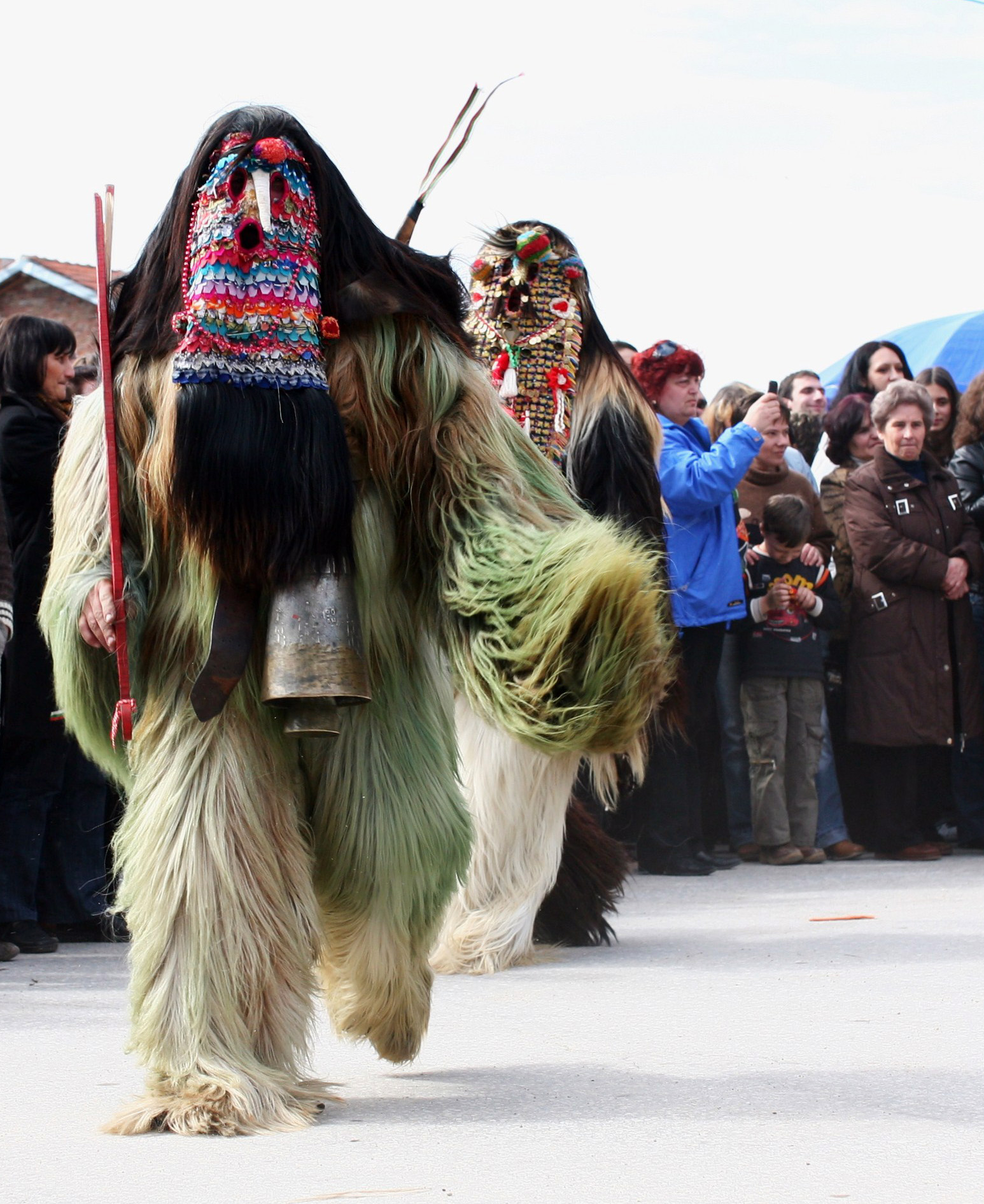
Kukeri Bulgáriában. A magyar busójárás eredete a bolgár „kukeri”-hez vezethető vissza

A busók többségükben busócsoportokba tömörülnek. Vannak ugyanakkor olyan busók is, akik egyedül, vagy kisebb alkalmi csoportosulásként csatlakoznak a felvonuláshoz. 2023-ban minden eddiginél több, 2500 busót jelentettek be. A busók célja a figyelem felkeltése, a város terein és utcáin demonstrálva, az átváltozásukat követően módjuk nyílik a szabad véleménynyilvánításra, valódi személyiségüket maszk mögé rejtve a  vágyaik megvalósítására. A hagyományokat követve a busók hivatalos feladai közé tartozik például a nőnemű fesztiválvendégekkkel való ártatlan „játszadozás” is a  termékenységvarázsló és télűző fesztivál nyilvános eseményein. Azonban a busók etikai kódexe konkrétan nem szabályozza az illendő viselkedést az ünnepséget látogatókkal szemben.